# Magisteri non sovrapponibili
Quello dei magisteri non sovrapponibili o magisteri non sovrapposti (abbreviato in MNS, in inglese Non-overlapping magisteria o NOMA) è un principio elaborato da Stephen Jay Gould secondo cui scienza e religione avrebbero diverse aree di indagine, non sovrapponibili tra di loro. La scienza in particolare si occuperebbe dell'interpretazione dei fatti mentre la religione dei valori, con una conseguente differenza tra le "reti" Su ognuno di questi due domini di indagine scienza e religione avrebbero "un magistero legittimo, o un dominio della autorità didattica," e i due domini non si sovrapporrebbero tra loro.
Il magistero della scienza copre la realtà empirica: di che cosa è composto l'universo (il 'fatto') e perché funziona così (la 'teoria'). Il magistero della religione si estende sulle questioni del significato ultimo e dei valori morali. Questi due magisteri non si intersecano, né esauriscono ogni tipo di ricerca (consideriamo per esempio il magistero dell'arte e il significato di bellezza) (Gould, I pilastri del tempo)

## Evoluzione e accoglienza del principio
Gould scrisse che l'idea dei magisteri non sovrapponibili gli venne suggerita dall'esame dell'enciclica Humani generis del 1950, nella quale Pio XII consentiva ai cattolici di aderire alla teoria della evoluzione umana purché essi accettassero l'infusione divina dell'anima nel corpo umano.
Lo scienziato sostenne che "MNS gode di un sostegno forte e pienamente esplicito, persino dagli stereotipi culturali più basilari del tradizionalismo di linea più dura" e che è "una posizione solida e di consenso generale, stabilita da un lungo confronto-scontro tra molte persone di buona volontà in entrambi i magisteri."
Alcuni hanno però criticato l'idea o suggerito delle limitazioni ad essa e continua ad esserci disaccordo riguardo a dove i confini dei due magisteri dovrebbero essere. Richard Dawkins criticò ad esempio la posizione di Gould sostenendo che la religione ben difficilmente si astiene dall'occuparsi del mondo materiale. In particolare scrisse che "è del tutto irrealistico affermare, come fanno Gould e molti altri, che la religione si tenga lontana dal campo di indagine della scienza, restringendo il proprio campo di azione alla morale ed ai valori. Un Universo dove fosse presente un potere soprannaturale sarebbe fondalmente e qualitativamente diverso da un Universo dove questo potere è assente. Tale differenza costituisce, incontrovertibilmente, una differenza scientifica." L'osservazione di Gould che "i due magisteri non si sovrappongono ..." non considera poi che varie religioni fanno affermazioni sulla realtà fisica quali l'esistenza dei miracoli o l'efficacia materiale della preghiera.

### National Academy of Sciences
Una posizione analoga a quella di Gould venne espressa nel 1999 in Science and Creationism, una pubblicazione della National Academy of Sciences, dove si affermava che "Gli scienziati, come molti altri, sono sensibili all'ordine e alla complessità della natura. Molti tra essi sono poi profondamente religiosi. Ma la scienza e la religione nell'esperienza umana occupano due ambiti separati. Tentare di unirli diminuisce lo splendore di entrambi."